# John Romilly Allen
John Romilly Allen (9 juin 1847 – 5 juillet 1907) était un archéologue britannique,.

## Biographie
Allen est le fils de George Baugh Allen. Il fait ses études au King's College School du Rugby School et au King's College de Londres. En 1867, il commence un apprentissage auprès de George Fosbery Lyster, ingénieur en chef du Mersey Docks and Harbour Board, et travaille sous sa direction jusqu'en 1870.